# Breiteweg 150 (Barleben)

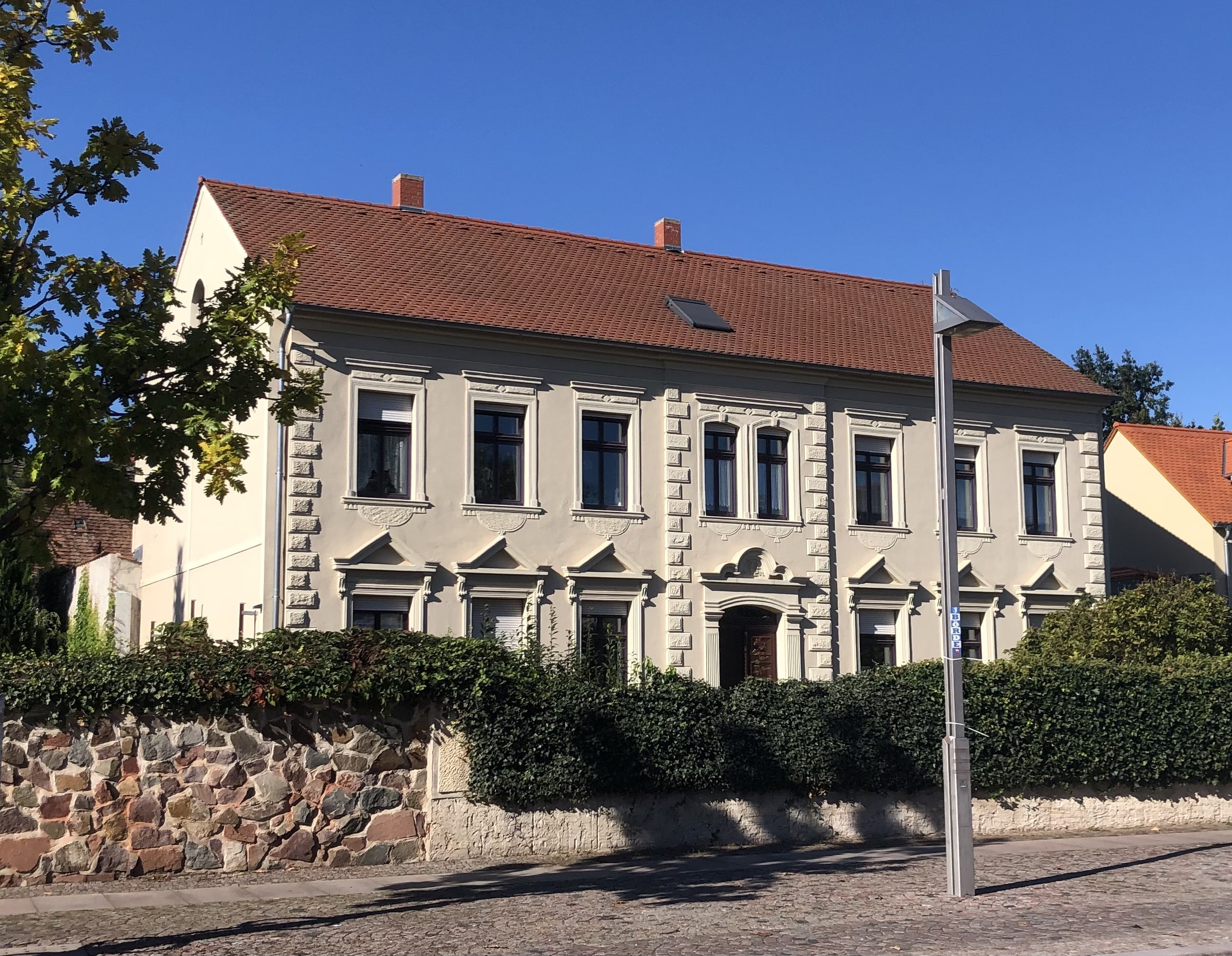
Breiteweg 150 im Jahr 2021

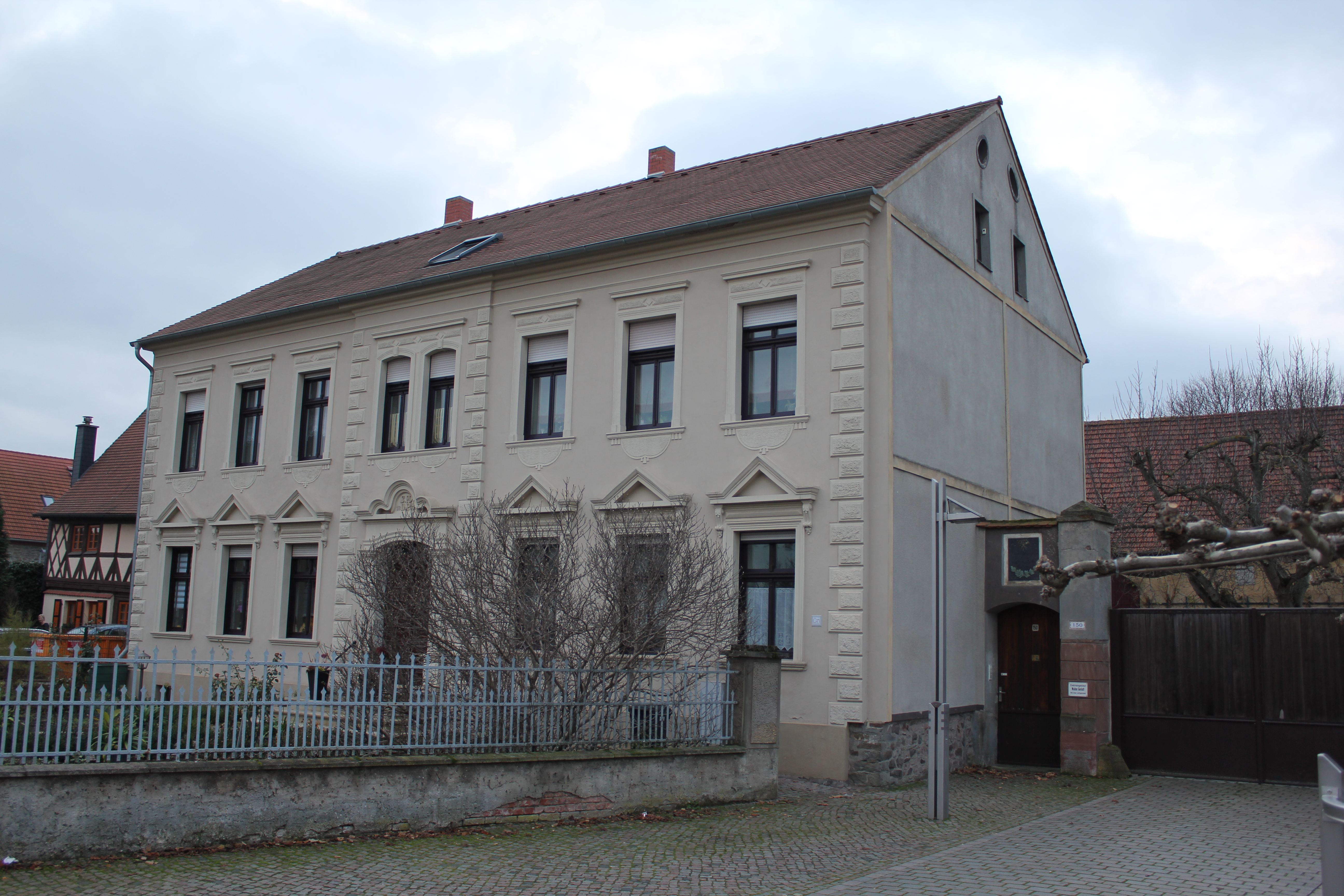
Blick von Nordosten, 2017

Das Gebäude Breiteweg 150 ist ein denkmalgeschütztes Wohnhaus in Barleben in Sachsen-Anhalt.

## Lage
Es befindet sich traufständig auf der Westseite der Straße Breiteweg gegenüber der Einmündung der Rudolf-Breitscheid-Straße im Ortszentrum von Barleben. Unmittelbar südlich steht die gleichfalls denkmalgeschützte Alte Post. Das Gebäude gehört zugleich zum Denkmalbereich Breiteweg 147–150.

## Architektur und Geschichte
Das zweigeschossige verputzte Haus entstand etwa in der Mitte bzw. am Ende des 19. Jahrhunderts, Die heutige Fassade stammt aus der Zeit um das Jahr 1900. Sie ist im Erdgeschoss siebenachsig ausgeführt, wobei die mittlere Achse, in der sich die Eingangstür befindet, als flacher Mittelrisalit hervortritt. An den Kanten des Risalits und den Ecken des Hauses besteht eine Eckquaderung. Die Fassade verfügt über Putzdekor und ist im Stil des Eklektizismus gestaltet, wobei sich Formen der Neorenaissance und des Jugendstils finden. Bedeckt ist das Gebäude durch ein Satteldach.
Im örtlichen Denkmalverzeichnis ist das Wohnhaus unter der Erfassungsnummer 094 70162 als Baudenkmal verzeichnet.